# Джейвон Волтон
Джейвон «Вонна» Волтон (англ. Javon «Wanna» Walton; нар. 22 липня 2006) — американський актор та боксер, найбільш відомий своєю роллю Ашстрея в серіалі HBO «Ейфорія». Після роботи в «Ейфорії» він почав зніматися в «Утопія».

## Кар'єра
У червні 2019 року Джевон Волтон з'явився в телесеріалі HBO «Ейфорія» в ролі Ашстрея, а потім отримав головну роль у серіалі Amazon Prime Video «Утопія» (2020) у ролі Гранта Бішопа. У 2021 році він з'явився в анімаційному комедійному фільмі жахів «Сімейка Аддамс 2» у ролі Пагслі Аддамса. У 2022 році він знявся в супергеройському телесеріалі Netflix «Академія Амбрелла», також зіграє Сема Клірі у супергеройському трилері «Самаритянин».

## Фільмографія
| Рік       | Назва             | Роль            | Примітки                                           |
| --------- | ----------------- | --------------- | -------------------------------------------------- |
| 2019–2022 | Ейфорія           | Ашстрей         | Повторювана роль (1 сезон); головна роль (2 сезон) |
| 2020      | Утопія            | Грант Єпископ   | Головний акторський склад                          |
| 2021      | Сімейка Аддамс 2  | Паґслі Аддамс   | голос                                              |
| 2022      | Самаритянин       | Сем Клірі       | [ 5 ]                                              |
| 2022      | Академія Амбрелла | Стен            | (3 сезон)                                          |
| 2024      | Під мостом        | Воррен Гловацкі | 8 епізодів                                         |